# Xã Aastad, Quận Otter Tail, Minnesota
Xã Aastad (tiếng Anh: Aastad Township) là một xã thuộc quận Otter Tail, tiểu bang Minnesota, Hoa Kỳ. Năm 2010, dân số của xã này là 213 người.